# قدر (عائلة صواريخ)
عائلة صواريخ قدر: هي صواريخ أرض-أرض باليستية إيرانية الصنع بعيدة المدى تعمل بالوقود السائل. تنتمي هذه العائلة لصاروخ شهاب 3 الباليستي القادر على حمل رأس نووي. فهي الجيل الجديد المتطور لهذا الصاروخ الذي ينتمي بدوره لعائلة صواريخ شهاب الإيرانية. ان صاروخ قدر مجهز برأس حربي ممطر (Multi War Head)، الذي يحتوي على عدد كبير من القذائف. وبمدى 1800 كيلومتر. كشفت عنه جمهورية إيران سنة 2007م. ان عائلة صواريخ قدر أُنتِجَت بجيلين هما (قدر–F) و (قدر–H). وتعمل بالوقود السائل. يُذكَر أن جمهورية إيران تمتلك بالفعل واحدة من أكبر ترسانات الصواريخ الباليستية في منطقة الشرق الأوسط، إن لم تكن هي الأكبر بالفعل. وتمكنت إيران أيضاً من تطوير قدرتها على إطلاق الأقمار الصناعية المدنية منها والعسكرية كالقمر الصناعي العسكري الإيراني نور 1 و2. ويتراوح نظام جمهورية إيران الصاروخي بين أنواع متفاوتة المدى تتراوح ما بين 45 كيلومتراً إلى 10 آلاف كيلومتر. كما ويضم صواريخ باليستية، ومجنحة بعيدة المدى، إضافةً إلى صواريخ خارقة للدروع يمكن إستخدامها ضد أهداف بحرية. وبهذا تقع القارة الأوروبية وسواحل ألاسكا وأجزاء من آسيا في مرمى الصواريخ الإيرانية.

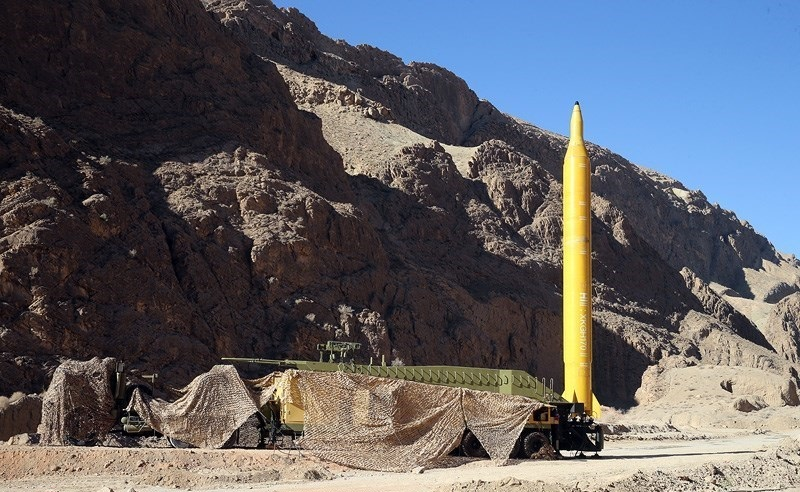
صاروخ قدر H المنتج داخل جمهورية إيران قبل الإطلاق

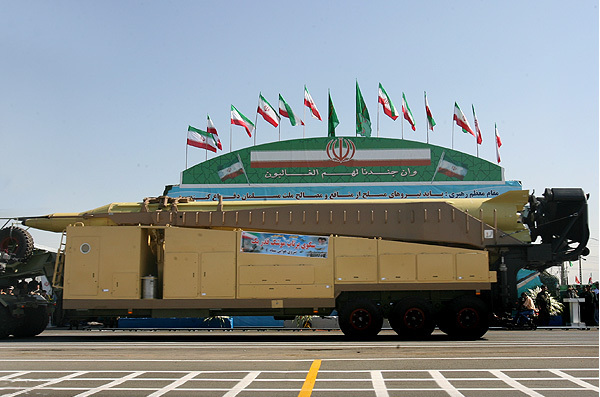
صاروخ قدر 1. تم أخذ هذه الصورة في استعراض أسبوع الدفاع المقدس الإيراني لعام 2007م في عاصمة جمهورية إيران طهران

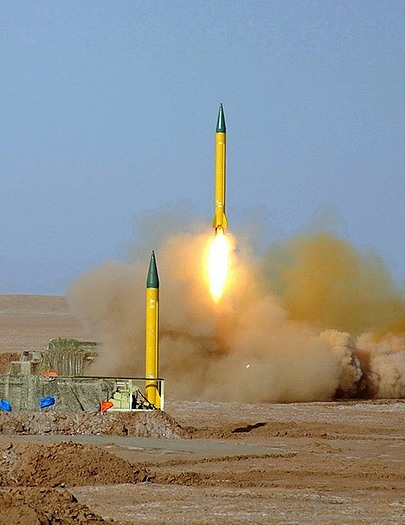
صاروخ شهاب 3 إيراني الصنع

## الإعلان عن صاروخ قدر الباليستي
في يوم 22 سبتمبر/ أيلول من سنة 2007م. أعلنت جمهورية إيران رسمياً عن صاروخ قدر الباليستي، والذي يُعَد الجيل الجديد لصاروخ شهاب 3.

## عرض صاروخ قدر الباليستي
عرضت جمهورية إيران للمرة الأولى عام 2007م خلال عرض عسكري ضخم بمناسبة ذكرى الحرب العراقية - الإيرانية (1980 - 1988) صاروخاً جديداً طويل المدى أطلقت عليه اسم قدر والذي يصل مداه إلى 1800 كيلومتر وقادر على ضرب أهداف في إسرائيل وكل القواعد العسكرية الأميركية في المنطقة. بالإضافة إلى صواريخ ومعدات عسكرية أخرى. واوضح المعلق العسكري الرسمي على الإستعراض لبعض الصحافيين ان مدى الصاروخ الذي أُطلِقَ عليه اسم قدر - 1 يصل إلى 1800 كيلومتر ويعمل بالوقود السائل. وعُرِضَ الصاروخ الجديد مع نسخة من صاروخ شهاب - 3 الذي يبلغ مداه 1300 كيلومتر.

## استخدام صاروخ قدر في إطلاق القمر الصناعي العسكري الإيراني نور
استخدمت جمهورية إيران صاروخ قدر الباليستي في إطلاق أول قمر صناعي عسكري لها إلى الفضاء الخارجي. وقد كان وقوده السائل هو نموذج معدل من صواريخ «شهاب-3». وكان حامل القمر الصناعي الإيراني نور هو صاروخ (قاصد)، الذي تم إطلاقه على ثلاث مراحل وهي: (المرحلة الأولى من الدفع الصاروخي بالوقود السائل، والمرحلة الثانية هي الوقود الصلب، والمرحلة الثالثة هي الوقود السائل). وقد استخدم الحرس الثوري في المرحلة الأولى من إطلاق القمر الصناعي نور صاروخاً عسكرياً باليستياً، وهو صاروخ «قدر»، بدلاً من تطوير نظام دفع جديد لهذه المهمة. وكانت وكالة أنباء فارس قد أعلنت عام 2014م في توضيحها عن صاروخ «قدر» أنه نسخة مطورة من صاروخ «شهاب-3» الذي يعمل بالوقود السائل، ويبلغ مداه 1650 كيلومتراً. فيما كان خبراء عسكريون قد صرحوا بأنه في حال استخدام الوقود الصلب أو أنواع معينة من الوقود السائل في الصاروخ الحامل للقمر، فإن هذه التجربة يمكن إستخدامها لبناء الصواريخ الباليستية بعيدة المدى. وفي غضون ذلك، قال أمير علي حاجي زاده، قائد سلاح الجو بالحرس الثوري الإيراني، إن التجربة التالية لحامل القمر الصناعي (قاصد)، ستستخدم الدفع بالوقود الصلب في مرحلته الأولى.

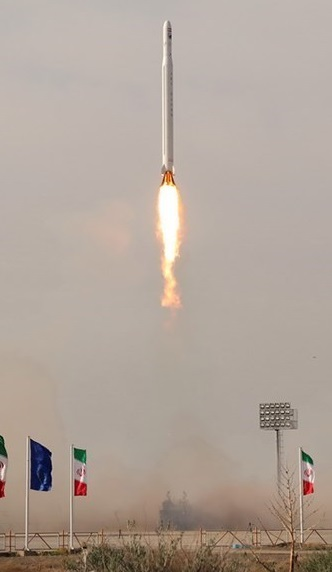
القمر الصناعي نور، هو أول قمر صناعي عسكري إيراني تم وضعه بنجاح في مدار حول الأرض

## عائلة صواريخ قدر
تمتلك جمهورية إيران طرازين من صواريخ قدر، وهي (قدر-F) و (قدر-H) ويستخدم صاروخ "قدر F" الباليستي الوقود السائل، وهو تجسيد لجهود طهران في ترقية صاروخ شهاب 3. يُذكَر أن صواريخ (قدر-F وقدر-H)، هي صواريخ باليستية أرض-أرض إيرانية الصنع بمدى 2000 كيلومتر لكل صاروخ، هذه الصواريخ المتطورة ذات الإمكانيات التقنية العالية تتبع لجيل صواريخ قدر-1 والتي تمثل الجيل الجديد من عائلة شهاب الصاروخية. حيث ان صواريخ "قدر" تم إنتاجها بجيلين هما "قدر-F" وقدر-H" والتي تعمل بالوقود السائل وان الجيل الثاني من هذه الصواريخ يصل مداها إلى 1650 كيلومتر. ان مقدمة الصاروخ المخروطية تمكنها من تقليل مقاومة الهواء عند الإنطلاق وتمنح الصاروخ إستقراراً أكثر ديناميكية. يُذكَر ان تهيئة الصواريخ التي تعمل بالوقود السائل للإنطلاق، تستلزم أولاً شحن مخازنها بالوقود اللازم وتحتاج لفترة أطول من الصواريخ التي تعمل بالوقود الصلب والذي يمنح العدو فرصة لتحديد أماكن منصات هذه الصواريخ، ولأجل التغلب على هذه المشكلة تم صناعة اسطوانات كمنصات لإطلاق هذه الصواريخ تدفن في الأرض ويمكن شحنها بالوقود اللازم والإحتفاظ بها لأشهر عدة. ويمكن ملاحظة مقارنة مميزات صاروخ شهاب-3 وصاروخ قدر-F. ان من إحدى الأهداف المحددة للأجيال الصاروخية البعيدة المدى التي تلت جيل صواريخ شهاب وقدر هي الإستفادة من الوقود الصلب. وبالطبع فإن هذا النوع من الوقود يُستَخدَم حالياً في صواريخ فاتح القصيرة المدى (300) كيلومتر، الأمر الذي يمنحه سرعة في الإطلاق دون الحاجة إلى تحضيرات مسبقة، واما الآن فيمكن الإستفادة من هذا النوع من الوقود في الصواريخ التي تُصنَع خصيصاً لتدمير أكبر قدر ممكن من مواقع العدو. وبالطبع فإن الإستفادة من الوقود الصلب في الصواريخ يعزز من خصائص الصاروخ من ناحية القوة والسرعة، إلا أنها لها مخاطرها الخاصة أيضاً. وقد أجرت قوات الجو-فضائية التابعة للحرس الثوري الإيراني خلال عام 2016م مناورات واسعة لإطلاق صواريخ باليستية من تحت الأرض واختبار صواريخ بعيدة يصل مدى بعضها إلى 2000 كيلومتر من منصات موزعة على كافة أنحاء البلاد. وجرت المناورات التي حملت اسم "اقتدار الولایة" في عدة نقاط من البلاد تزامناً مع المنطقة العامة بصحراء قم (وسط إيران)، إلی سواحل مكران، وتم خلالها إطلاق صواريخ (قدر-H) من جبال ألبرز الشرقية (شمال شرق إيران)، نحو أهداف في سواحل مكران (جنوب إيران) على بعد 1400 كيلومتر وهذا یبين بوضوح مدی سعة هذه المناورات. وأوضح قائد القوة الجو-فضائیة للحرس الثوري العمید أمیر علي حاجي زادة، إن الهدف من إجراء مناورات اقتدار الولایة هو الإرتقاء بالقدرات الصاروخیة في البلاد، لافتاً إلی أنه تم إطلاق صاروخ بعید المدی في المرحلة الختامیة للمناورات من مرتفعات ألبرز مستهدفاً نقطة في شواطئ مکران (جنوب شرق) علی بعد 1400 کیلومتر، مؤكداً في الوقت نفسه أن الصواريخ المطلقة تمكنت من تدمير أهدافها المفترضة. وأفاد حاجي زادة بأن صواريخ (قدر-F) التي یبلغ مداها حوالي 2000 کیلومتر تسير على إرتفاع 400 كيلومتر وتضرب أهدافها في غضون 12 إلى 13 دقيقة. وشهدت المرحلة الختامیة من هذه المناورات التي حملت أيضاً شعار إستعراض الاقتدار والأمن المستدیم فی ظل الوحدة والتناغم والتضامن، تجربة إطلاق صاروخ قيام الباليستي وصواريخ شهاب-1 وشهاب-2 متوسطة المدى، وصواريخ (قدر-H) وقد أصابت أهدافها بدقة. وهذه لمحة مختصرة عن عائلة صواريخ قدر الباليستية:
▪قدر-F: هو صاروخ بالستي أرض-أرض يبلغ مداه 2000 كيلومتر. ويُعَد الجيل الأول لصاروخ قدر-1. ومن مواصفات صاروخ قدر-F هو ان طول الصاروخ يبلغ 15.86 متر، والقطر 125 سنتيمتر، ووزنه المسلح 17460 كيلوغرام، ووزن الرأس الحربي 650 كيلوغرام، اما نوع الوقود، فهو يعمل بالوقود السائل في المرحلة الأولى والوقود الصلب في المرحلة الثانية.< في عام 2018م إستعرضت القوة الجو فضائية في الحرس الثوري الإيراني صاروخ قدر F،  وذلك أمام المشاركين في إحياء الذكرى التاسعة والثلاثين لانتصار الثورة الإسلامية في جمهورية إيران.

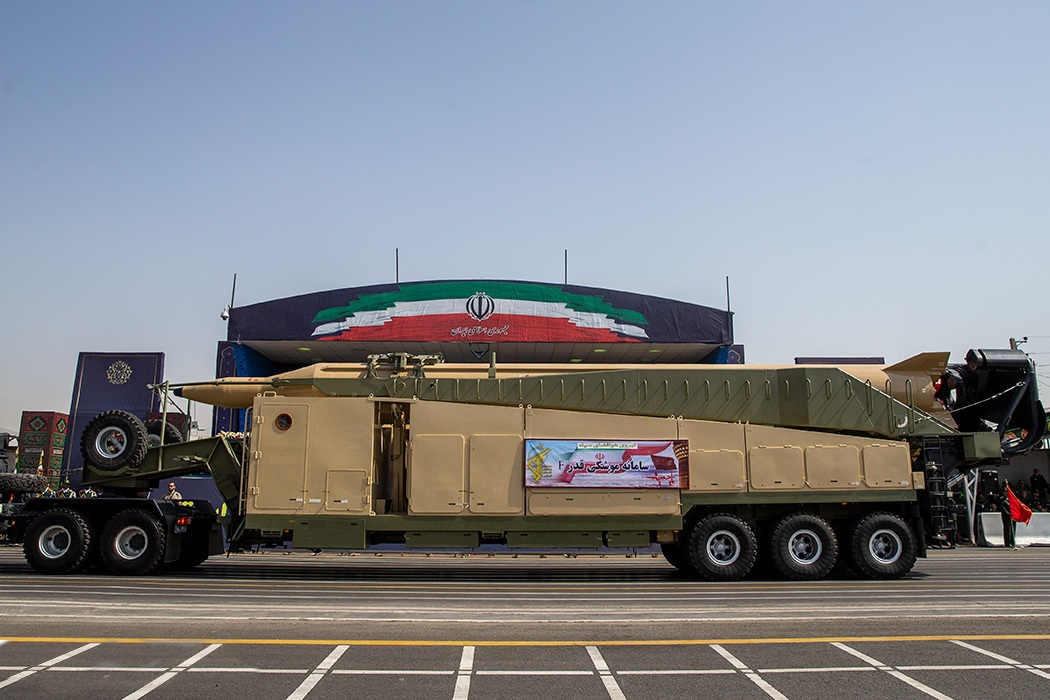
عرض صاروخ قدر F. تم التقاط هذه الصورة في موكب الدفاع المقدس لعام 2019م عند ضريح الإمام الخميني جنوب طهران

▪قدر-H: هو صاروخ بالستي أرض-أرض إيراني الصنع. في عام 2015م تم عرض صاروخ قدر H إلى جانب صاروخ قدر F، وذلك بمناسبة أسبوع الدفاع المقدس ذكرى الحرب (العراقية-الإيرانية). حيث إستعرضت القوات المسلحة الإيرانية في العاصمة طهران بما فيها قوات الجيش والحرس الثوري والشرطة قدراتها الإستراتيجية وأحدث معداتها العسكرية لمواجهة ومكافحة الإرهاب، خلال إستعراض عسكري كبير برعاية رئيس الجمهورية السابق حسن روحاني وحضور كبار القادة العسكريين للبلاد. بالإضافة إلى عرض مجموعة كبيرة من العدات العسكرية المنتجة في داخل إيران.

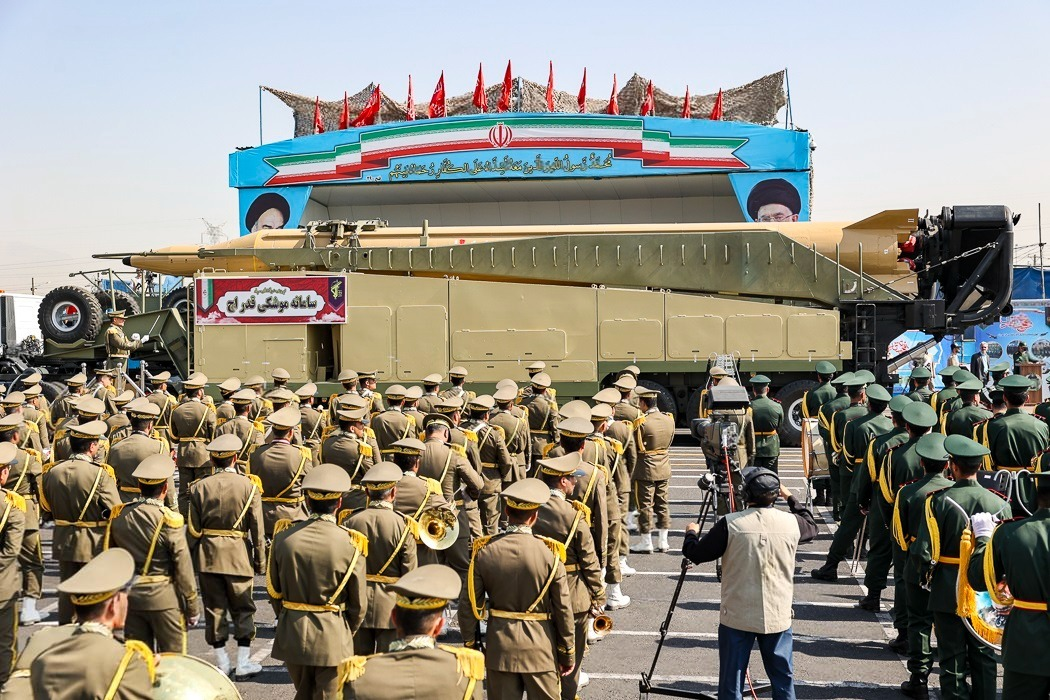
عرض صاروخ قدر H خلال مراسم استعراض القوات المسلحة الإيرانية مع بداية أسبوع الدفاع المقدس، صباح يوم الخميس 31 سبتمبر 2022م، في طهران

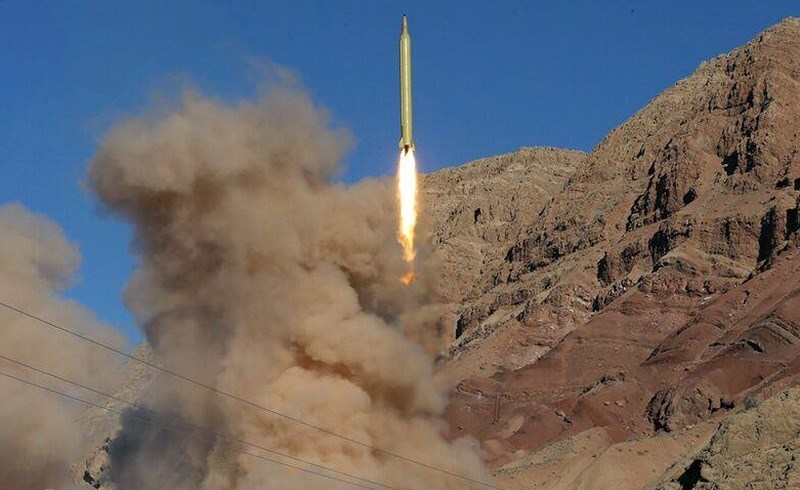
إطلاق صاروخ قدر H الإيراني خلال مناورات إقتدار الولاية

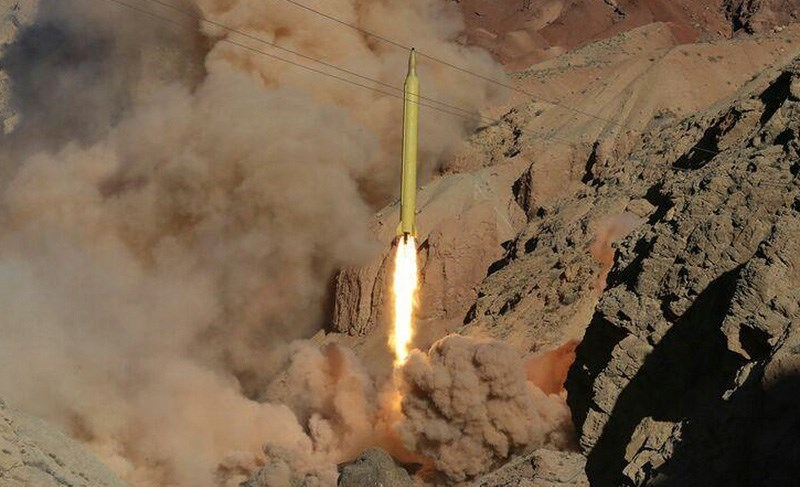
صاروخ قدر H بعد إطلاقه في مناورات إقتدار الولاية

## معرض الصور

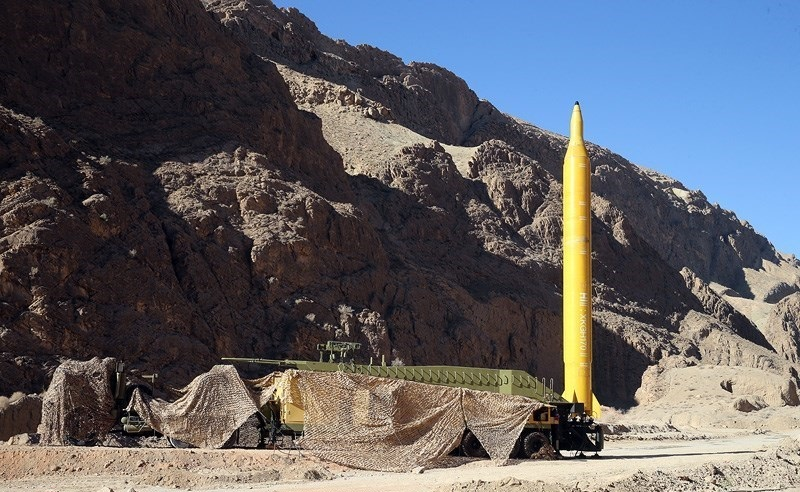
صاروخ قدر H قبل الإطلاق

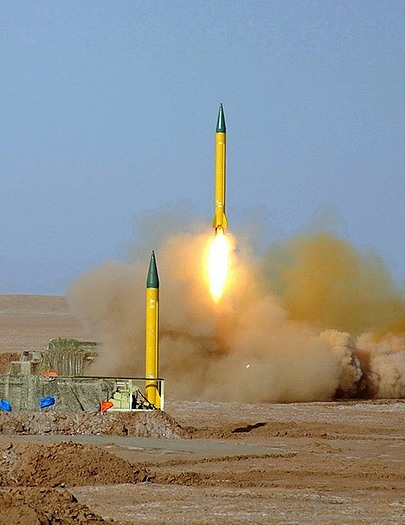
صاروخ شهاب 3

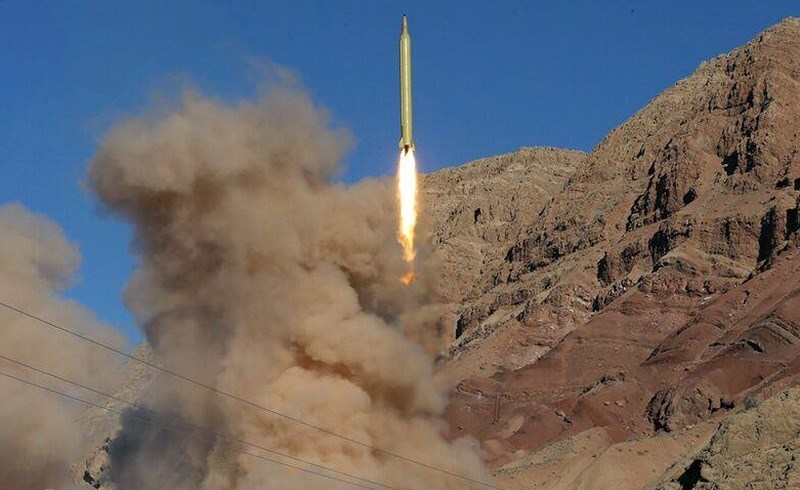
إطلاق صاروخ قدر H الإيراني خلال مناورات إقتدار الولاية

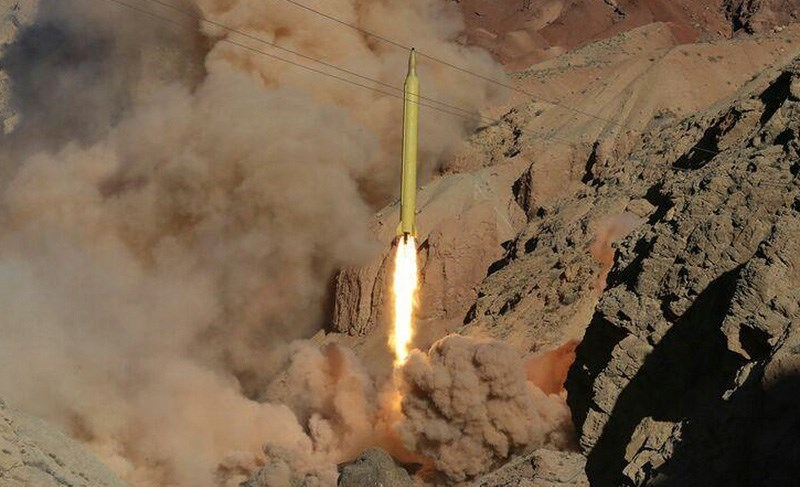
صاروخ قدر H بعد إطلاقه في مناورات إقتدار الولاية

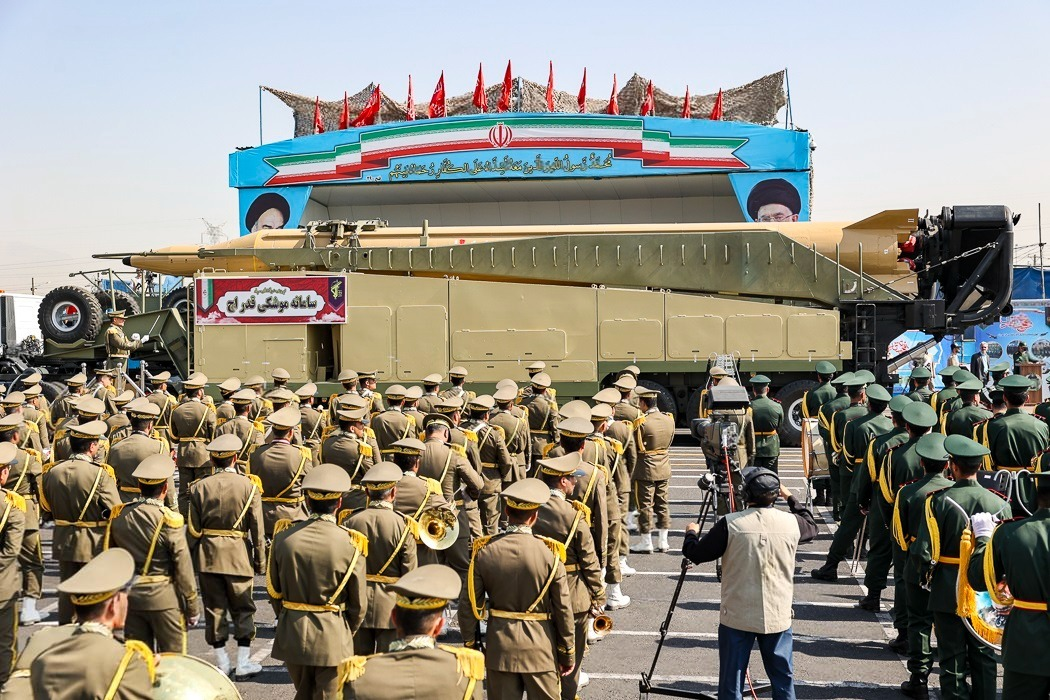
عرض صاروخ قدر H خلال مراسم استعراض القوات المسلحة الإيرانية مع بداية أسبوع الدفاع المقدس، صباح يوم الخميس 31 سبتمبر 2022م، في طهران

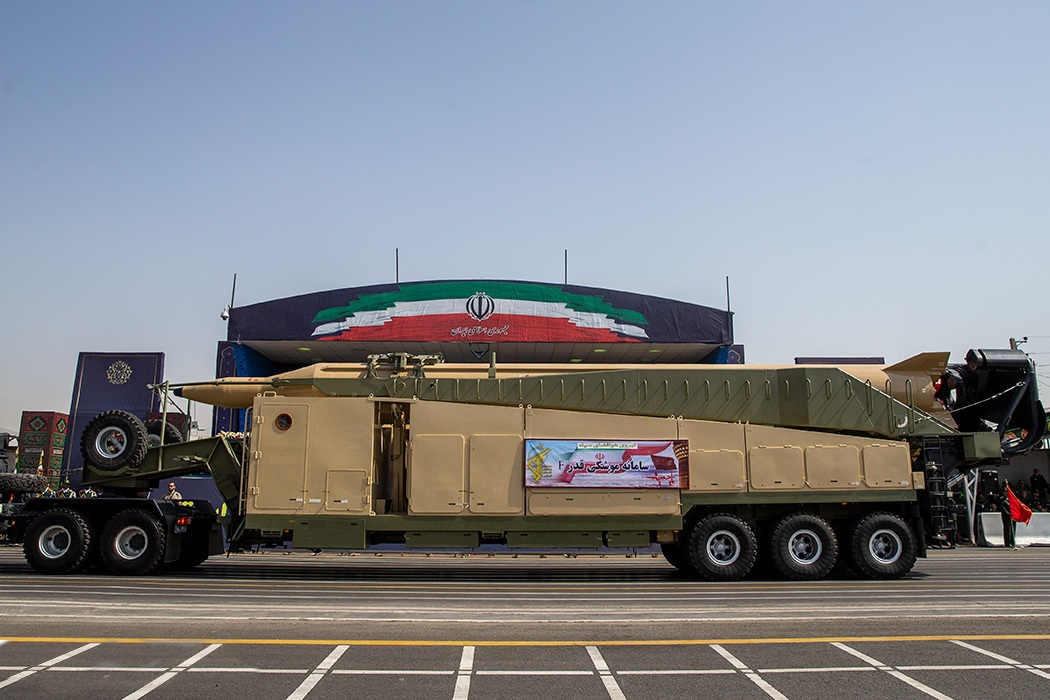
عرض صاروخ قدر F. تم التقاط هذه الصورة في موكب الدفاع المقدس لعام 2019م عند ضريح الإمام الخميني جنوب طهران

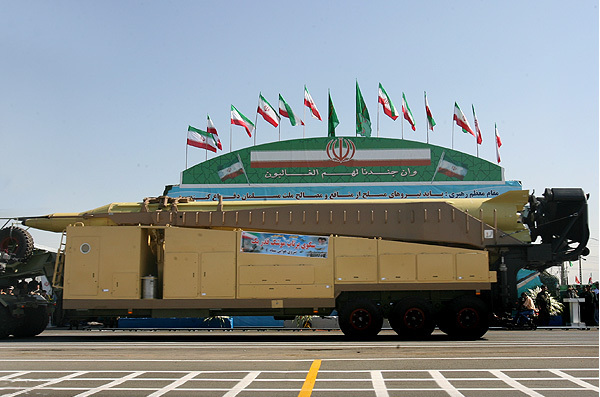
صاروخ قدر 1. تم أخذ هذه الصورة في استعراض أسبوع الدفاع المقدس الإيراني لعام 2007م في عاصمة جمهورية إيران طهران

## مواضيع ذات صلة
- برنامج الصواريخ الإيرانية
- معدات القوات المسلحة الإيرانية
- شهاب-2
- شهاب-4
- شهاب-5
- شهاب-6
- قدر-110
- عماد (صاروخ باليستي)
- نازعات (عائلة صواريخ)
- صاروخ توسن المضاد للدروع
- سومار (صاروخ جوال)
- قيام 1 (صاروخ باليستي)
- سفير (عائلة صواريخ)
- طربيد والفجر
- كاوشكر (عائلة صواريخ)
- محرك آرش الفضائي